# 뉴브런즈윅주의 기

뉴브런즈윅주의 기

뉴브런즈윅주 총독의 기

뉴브런즈윅주의 기는 뉴브런즈윅주의 깃발이다. 상단부에는 사자 문양이 있으며, 하단부에는 바다 물결 위에 스코틀랜드의 전통 선박이 그려진 형태의 기이다.